# Ô đất và Nơi cư trú dòng Tên tại Córdoba
Ô đất và Nơi cư trú dòng Tên tại Córdoba (tiếng Tây Ban Nha: Manzana Jesuítica y Estancias de Córdoba) là khu di tích dòng Tên được xây dựng bởi các nhà truyền giáo nằm tại tỉnh Córdoba, Argentina. Nó đã được UNESCO công nhận là Di sản thế giới từ năm 2000.
Ô đất dòng Tên (Manzana Jesuítica) là nơi có Đại học Quốc gia Córdoba, một trong những trường đại học lâu đời nhất ở Nam Mỹ, trường trung học Monserrat, nhà thờ, nhà nguyện và tòa nhà cư trú. Để duy trì một công trình như vậy, các tu sĩ dòng Tên điều hành sáu nơi cư trú (Estancias) xung quanh tại tỉnh Córdoba tên là Caroya, Jesús María, Santa Catalina, Alta Gracia, Candelaria, và San Ignacio.
Nông trại và khu phức hợp được xây dựng từ năm 1615. Cho đến khu các tu sĩ dòng Tên bị đàn áp vào năm 1767 theo lệnh của Carlos III của Tây Ban Nha, trục xuất họ khỏi lục địa. Sau đó, khu phức hợp được điều hành bởi các tu sĩ dòng Phan Sinh cho đến năm 1853, khi dòng Tên lại có mặt ở Nam Mỹ. Tuy nhiên, trường đại học và trung học đã bị quốc hữu hóa một năm sau đó.
Mỗi một nơi cư trú có một nhà thờ và tập hợp các tòa nhà riêng, xung quanh là các thị trấn phát triển như là như Alta Gracia, là nơi gần với Ô đất nhất.